# Општина Скунду (Валча)
Скунду (рум. Scundu) општина је у Румунији у округу Валча.
Oпштина се налази на надморској висини од 262 m.